# Prasat Phum Pon

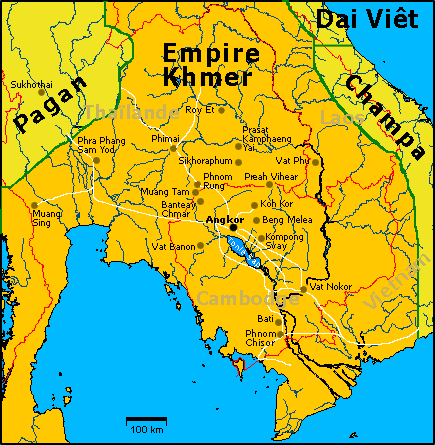
Principaux sites khmers

Situé au centre du village de Ban Dom (Province de Surin), sur un terrain bien dégagé et agrémenté de palmiers, à une soixantaine de kilomètres de Surin, le Prasat Phum Pon est une tour carrée en brique à redents orientée à l'est, accompagnée au sud d'une base en latérite et de deux bases de bâtiments (orientés à l'est également) en brique au nord. Construite au milieu du VIIe siècle, sa structure n'a pas été remaniée.
Les linteaux et colonnes trouvés sur place et actuellement conservés au musée national de Bangkok ont permis de dater ce site de la période Prei Kmeng.

## Photographies

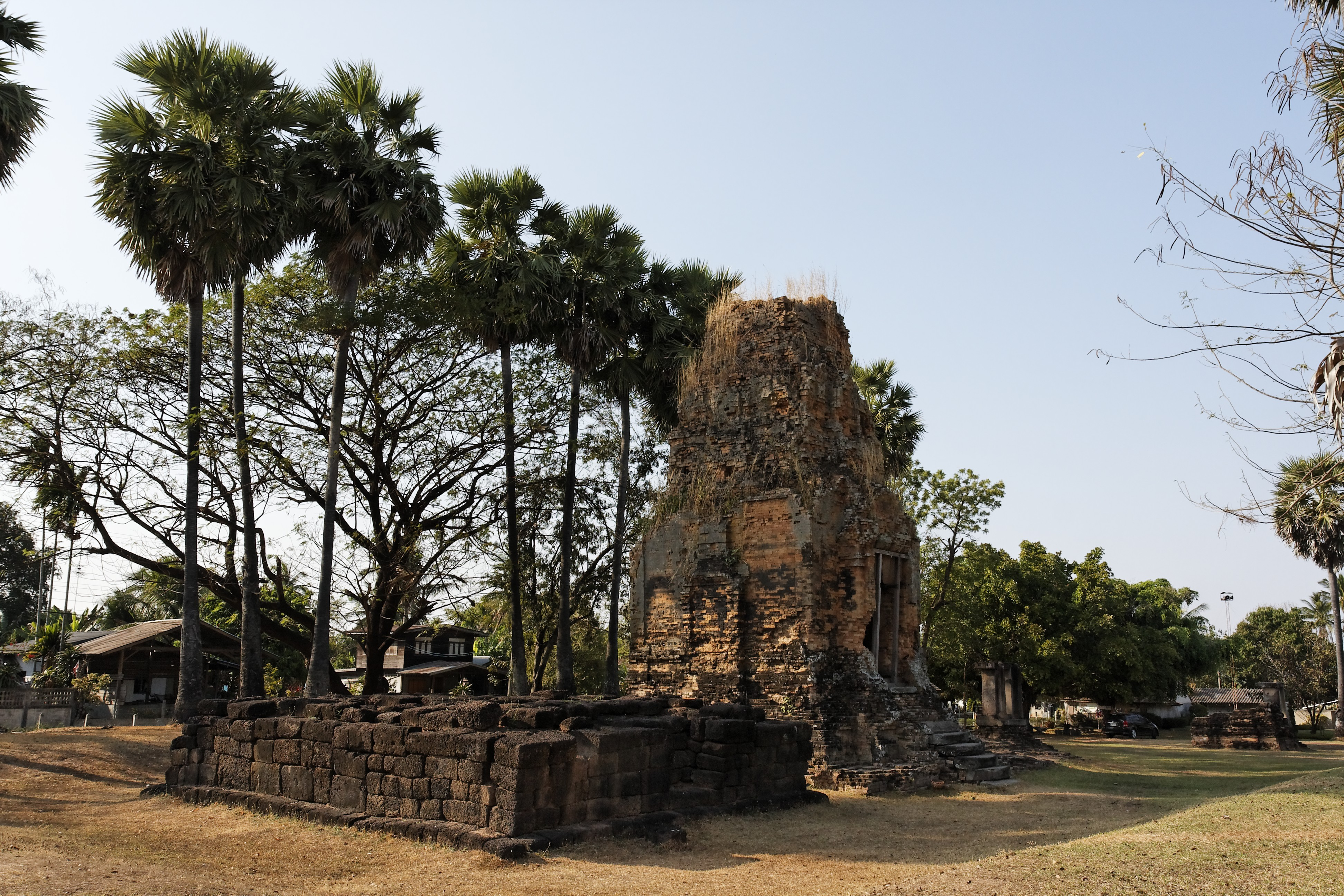
Vue d'ensemble
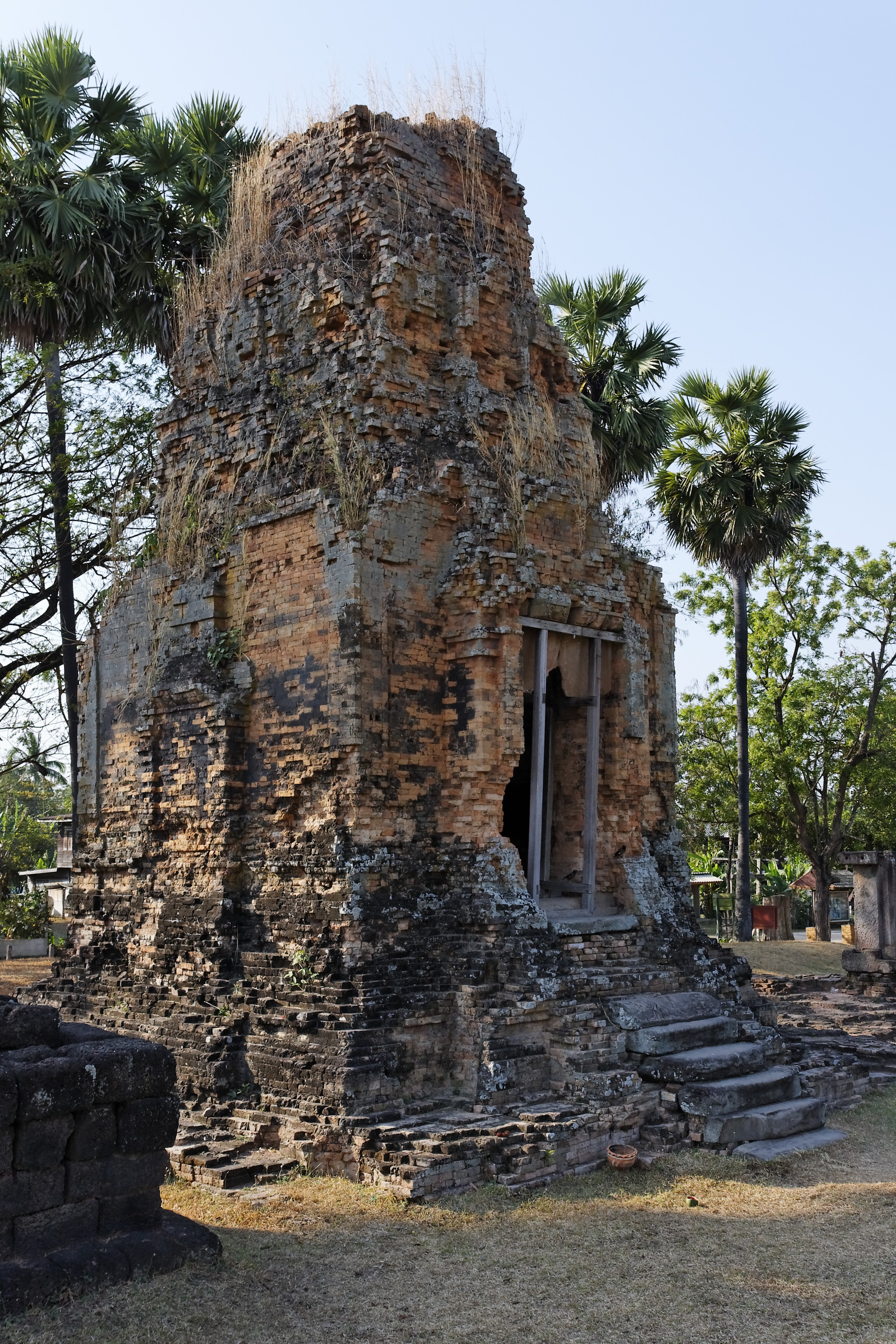
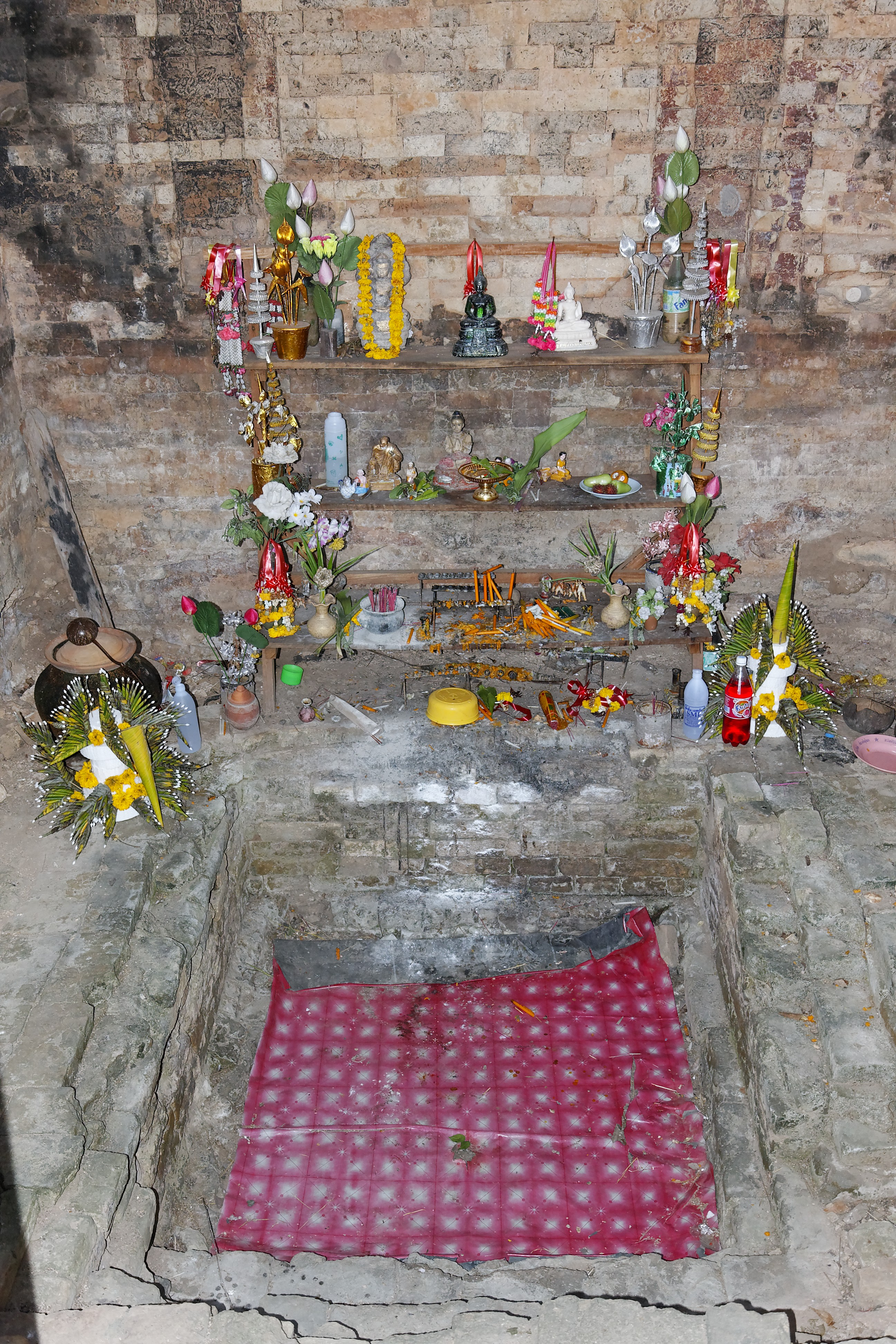
Le sanctuaire fait toujours l'objet de dévotions
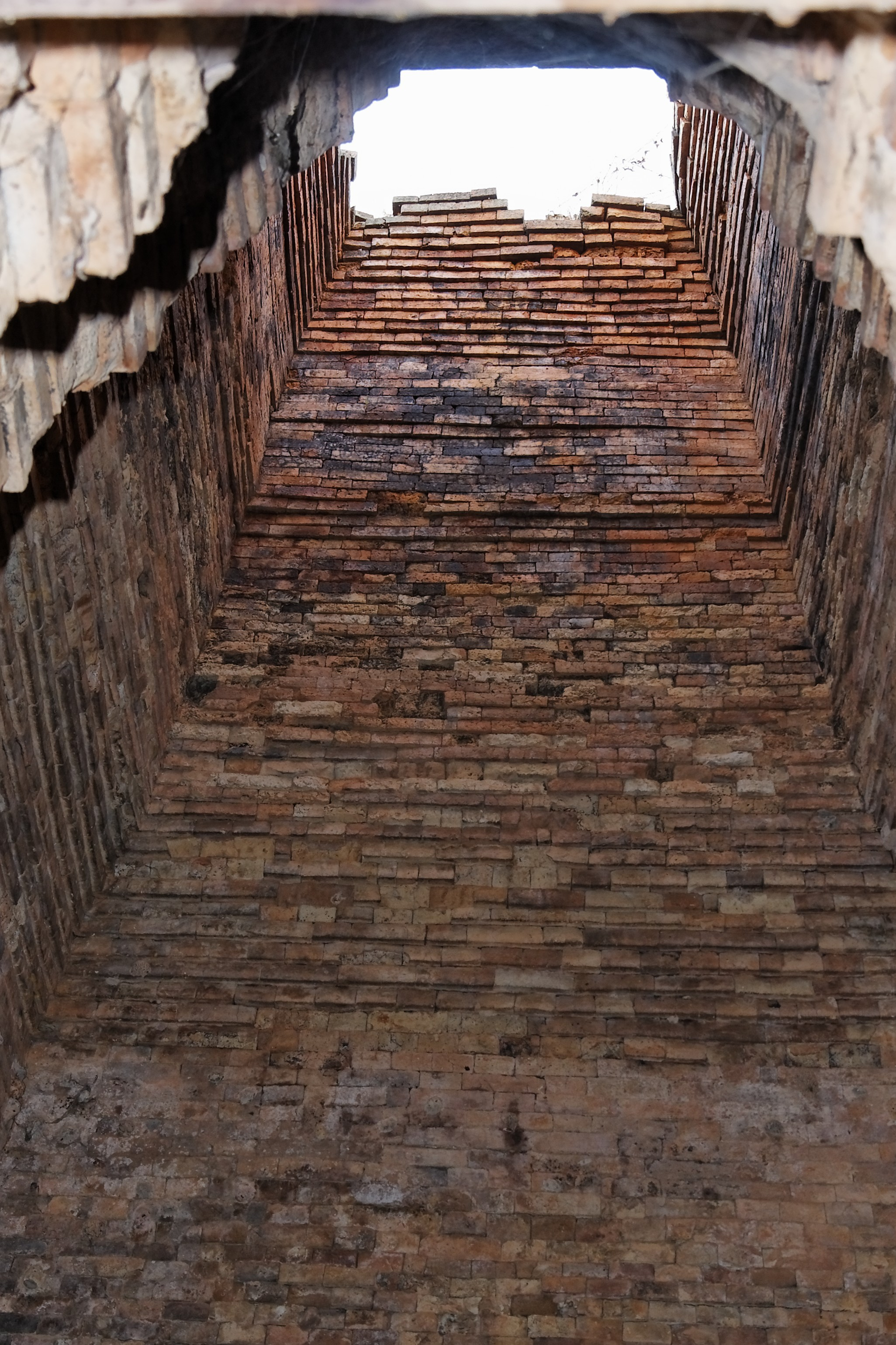
L'intérieur de la tour de brique
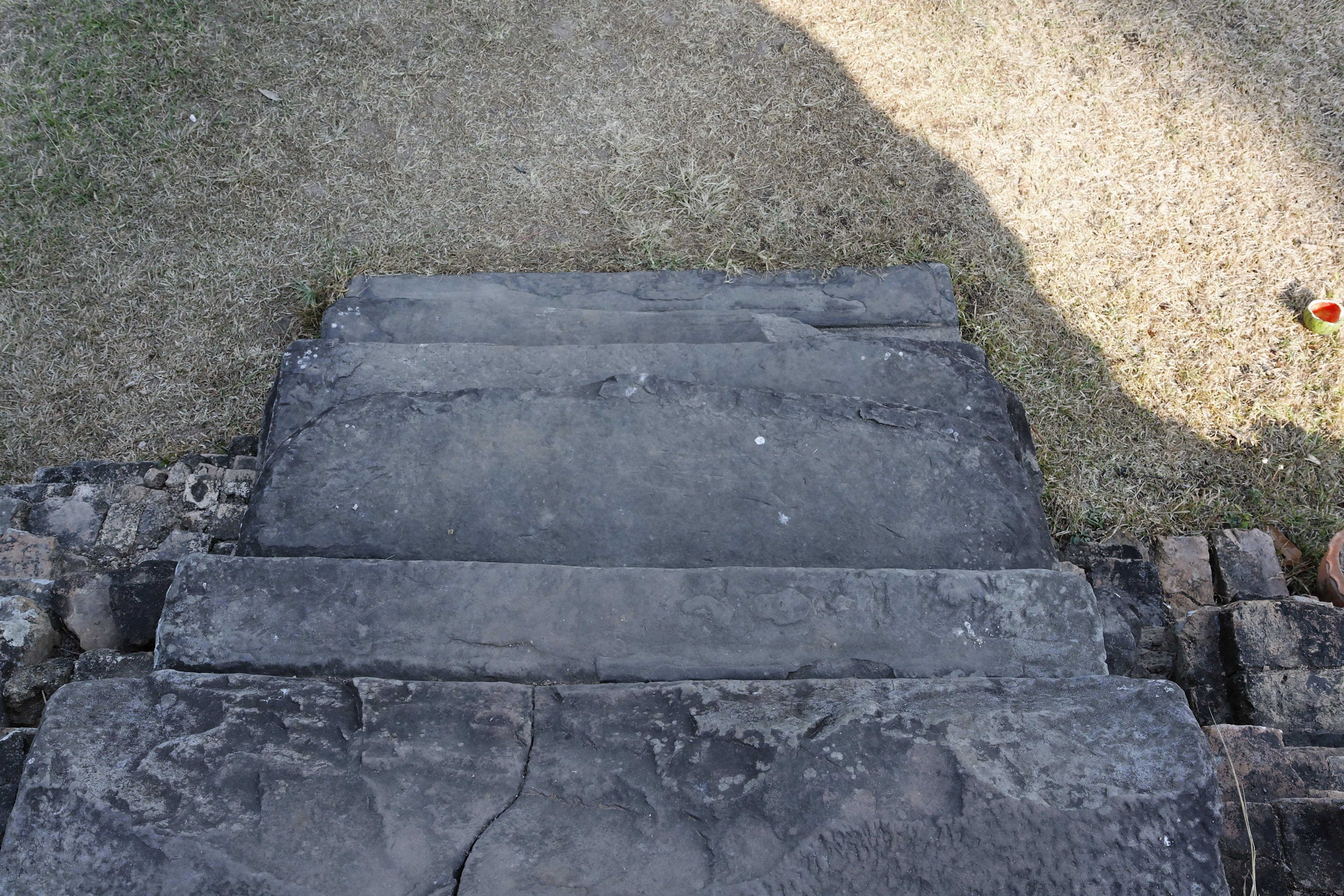
L'escalier menant au sanctuaire
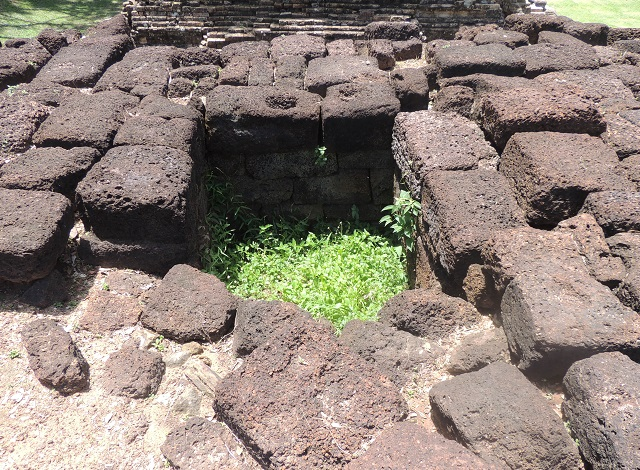
La base de laterite
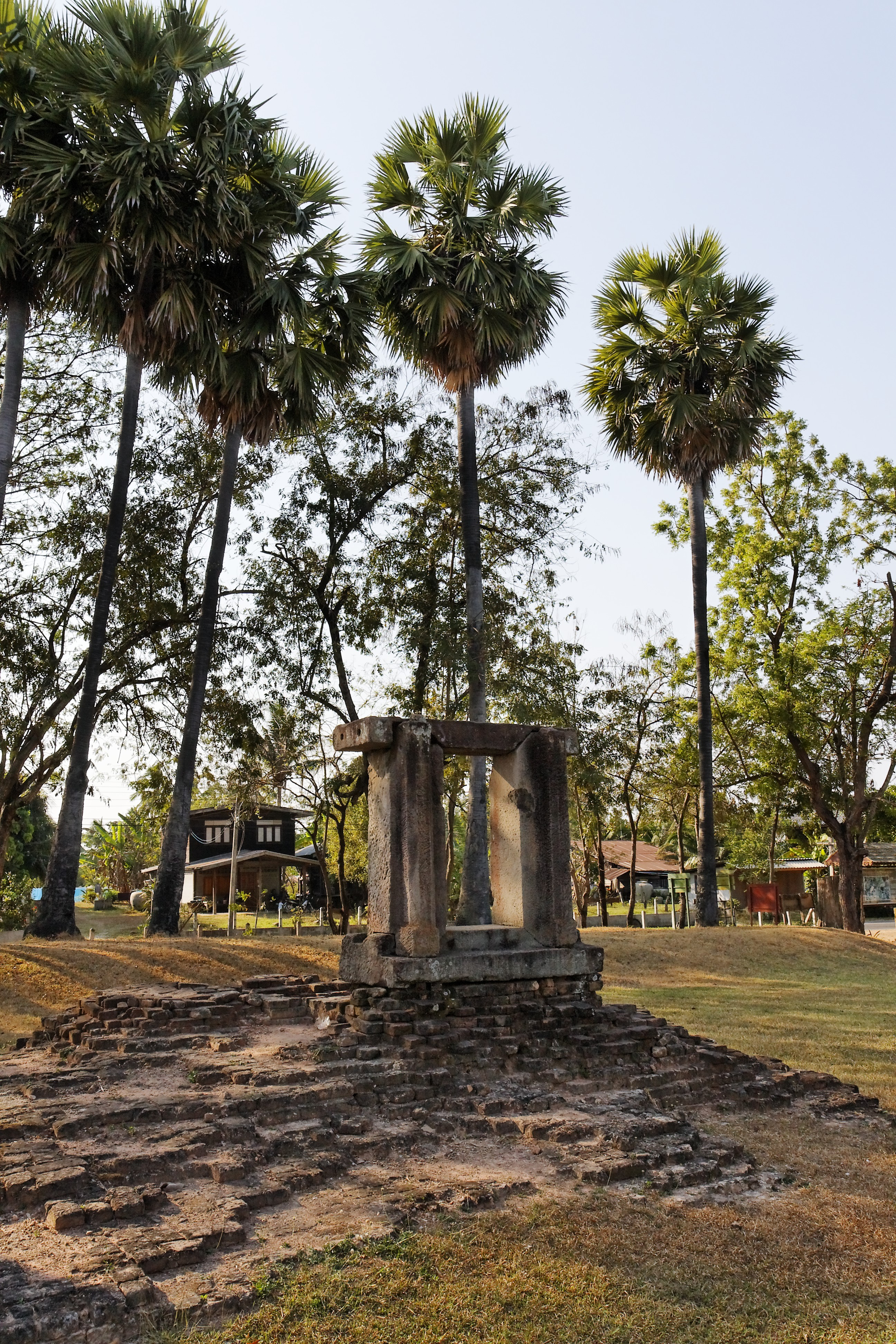